# پادشاه عاشق
پادشاه عاشق (انگلیسی: The King in Love) یک مجموعهٔ تلویزیونی کره جنوبی سال ۲۰۱۷ به کارگردانی کیم سانگ-هه‌اوپ و با فیلم‌نامه‌نویسی سونگ جی-نا، پارک چان-کیونگ و نو سون-جه است که براساس رمانی به همین نام نوشته کیم یی-ریونگ می‌باشد. در این سریال ایم شی‌وان، ایم یون آه و هونگ جونگ هیون به ایفای نقش پرداخته‌اند. این درام پیش‌تولید از ۱۷ ژوئیهٔ تا ۱۹ سپتامبر ۲۰۱۷، روزهای دوشنبه و سه‌شنبه از شبکهٔ اِم‌بی‌سی برای ۴۰ قسمت پخش شد.

## خلاصهٔ داستان
جریان این مجموعه در سلسلهٔ گوریو اتفاق می‌افتد و داستان بیست و ششمین پادشاه گوریو وانگ وون (ایم شی‌وان) را در زمانی که ولیعهدی جوان، بلندپرواز و عاشق است را روایت می‌کند. دوست دوران کودکی او، وانگ رین (هونگ جونگ هیون) و یک زن جوان زیبا به نام سان (ایم یون آه)؛ این سه نفر یکدیگر را می‌شناسند و به صمیمی‌ترین دوستان هم تبدیل می‌شوند اما یک مثلث عشقی بین این سه نفر به وجود می‌آید. ولیعهد جوان عاشق سان می‌شود و برای نجات او دست به هر کاری می‌زند. او بیشتر از خودش عاشق او است. اما از طرف دیگر، دوست دوران کودکی‌اش وانگ رین است که او نیز در نگاه اول عاشق سان شد. رین با وجود اینکه سان را بسیار دوست دارد، اما همچنان احساسات خود را به خاطر وظیفه‌اش در برابر ولیعهد خود و به دلیل اینکه نمی‌خواهد به احساسات بهترین دوستش صدمه بزند، از او پنهان می‌کند. اما زمان آن فرا رسید که سان متوجه احساسات خود نسبت به رین و بالعکس می‌شود.

## بازیگران

### اصلی
- ایم شی‌وان در نقش وانگ وون[۹]
  - نام دا-روم در نقش نوجوانی وانگ وون

ولیعهد گوریو؛ نوه قوبلای خان (امپراتور بزرگ یوآن)؛ بیست و ششمین پادشاه گوریو
- ایم یون آه در نقش یون سان/ سو هوا[۹]
  - لی سئو-یون در نقش نوجوانی یون سان

دختری دارای اراده قوی یک نجیب‌زاده ثروتمند، که دارای زیبایی چشمگیر و جذابیت مرگبار است. او برای زنده ماندن هویت خود را پنهان می‌کند. او شروع به ابراز احساسات خود به وانگ رین کرد.
- هونگ جونگ هیون در نقش وانگ رین[۲]
  - یون چان-یونگ در نقش نوجوانی وانگ رین

دوست دوران کودکی وانگ وون؛ پسر سوم صدراعظم گوریو؛ مردی درستکار و بادقت، او عاشق یون سان شد.
- اوه مین سوک در نقش سونگ این[۱۰]